# Емъри (Тексас)
Емъри е град в окръг Рейнс), щата Тексас, САЩ. Населението е 1295 жители (по приблизителна оценка от 2017 г.). Преди градът е бил познат като Спрингвил, името идва от Емъри Рейнс, който е бил местен правист. Рейнс е авторът на законът за земите в Тексас, който по-късно е бил използван като модел за защита на собствеността из Съединените щати.